# 奈丹苏伦·卓勒扎尔格勒
奈丹苏伦·卓勒扎尔格勒（？—）蒙古国人，蒙古国银行家。

## 生平
1982年至1988年，在布达佩斯大学学习，获得经济学硕士学位。1995年至1996年，在美国哈佛大学学习，获得社会政策硕士学位。
1988年，进入蒙古国家银行（蒙古银行的前身）从事会计工作。1990年至1991年，在该银行担任经济学家。1991年，曾短暂在蒙古贸易和开发银行（Trade and Development Bank of Mongolia）工作。随后到蒙古证券交易所担任理事直到1996年。
从1996年到1997年，他担任哈佛大学的顾问。1997年到1998年担任蒙古国总理的顾问。此后在毕马威工作两年，其间担任世界银行顾问。此后在私营部门工作至2007年。
2010年，被任命为蒙古银行第一副行长。2012年9月接任行长，接替勒哈纳苏伦·普日布道尔吉。